# Capacho Nuevo
Capacho Nuevo – miasto w Wenezueli, w stanie Táchira.